# Trattato di Mantes
Il trattato di Mantes è un trattato di pace siglato il 22 febbraio 1354 tra Giovanni II di Francia e Carlo II di Navarra, nella località di Mantes, una città non lontana da Parigi.
L'accordo rientra nell'ambito della conclusione della fase edoardiana della guerra dei cent'anni, e consente alla dinastia di Navarra di aumentare sensibilmente i propri domini in Normandia.
Secondo gli accordi, il re di Navarra Carlo II accettava di perdere le località di Asnières-sur-Oise, Pontoise e Beaumont, rinunciando in questo modo a ogni pretesa sulla Champagne, e ricevendo come contropartita le località di Beaumont-le-Roger, i castelli di Breteuil, Conches e Pont-Audemer, la piana del Cotentin con la città di Cherbourg, e le viscontee di Carentan, Coutances e Valognes in Normandia.
Questo trattato consentiva a Carlo II di mantenere ogni anno uno scacchiere, ossia un erario, e dunque di amministrarsi autonomamente – un privilegio che era al tempo prerogativa ducale. Inoltre, questo trattato gli garantiva di ottenere in tempi brevi la dote, ancora non corrisposta, di sua moglie, Giovanna di Valois, equivalente a 60.000 denari d'oro.
Il trattato è largamente vantaggioso per Carlo II, nonostante la perdita delle piazzeforti del Vexin e dell'Île-de-France, a indicare le cattive condizioni in cui si trovava il regno di Francia al termine della prima fase della guerra.